# Санта Крус (Калифорния)
Вижте пояснителната страница за други значения на Санта Крус.
Санта Крус е град и окръжен център на окръг Санта Крус в щата Калифорния, САЩ. Санта Крус е известен още и като Сърфисткия град на САЩ (Surf City USA). Санта Крус се знае като град с развита младежка култура, има много сърфисти, скейтбордисти, хора на ролери и т.н.

## Население
Град Санта Крус е с население от 62 864 души (2013).

## География
Санта Крус е с обща площ от 40,40 км2 (15,60 мили2). Намира се на около 120 км (75 мили) южно от Сан Франциско, в северната част на залива Монтерей.

## Икономика
В Санта Крус се намира седалището на „О'Нийл“ (O'Neill) – производител на неопрени, сърфистки и други спортни аксесоари.

## Образование
На територията на града се намира Калифорнийският университет, Санта Круз.

## Побратимени градове
- Алуща, Украйна
- Пуерто Ла Крус, Венецуела
- Санта Крус де Тенерифе, Испания
- Сестри Леванте, Италия
- Хинотепе, Никарагуа
- Шингу, Япония

## В популярната култура
- Градът се споменава във филма на Куентин Тарантино „Глутница кучета“, а неговият университет във филма „Криминале“.
- В Коледния сингъл на групата „Пърл Джем“ през 2008 г. е включена песента „Санта Крус“.